# 吻突内卷螺
吻突内卷螺（学名：Volvula rostrata）为囊螺科内卷螺属的动物。分布于澳大利亚以及中国大陆的河北等地，属于温带性种类。其多栖息于潮间带低潮线细砂质底。